# Cubocephalus euryops
Cubocephalus euryops là một loài tò vò trong họ Ichneumonidae.